# HD161660
HD161660 — хімічно пекулярна зоря спектрального класу B8, що має видиму зоряну величину в смузі V приблизно  7,8.
Вона  розташована на відстані близько 2329,7 світлових років від Сонця.